# Chalicotherium
Chalicotherium (do grego antigo, χαλιξ/khalix, khalik-: seixo/cascalho + θηρίον/thērion, diminutivo de θηρ/thēr : besta) é um gênero de ungulados herbívoros de dedos ímpares da ordem dos perissodáctilos e da família dos calicoteriídeos. Do Oligoceno Tardio ao Baixo Plioceno, eram encontrados na África, na Ásia e na Europa. Viveram de 28,4 a 3,6 milhões de anos atrás, de modo a existir por cerca de 24,8 milhões de anos.
Acredita-se que este animal se assemelhava muito com diversos outros calicoteriídeos, posto que era um herbívoro com longos membros anteriores e com membros posteriores robustos.
A espécie-tipo, Chalicotherium goldfussi, a qual viveu durante o Mioceno e o Plioceno na Europa, foi descrita por Johann Jakob Kaup em 1833.

## Descrição

Dente de Calicotherium goldfussi.

A anatomia do Chalicotherium era adaptada para pastar, o que era incomum entre ungulados. Tal perissodáctilo utilizava suas garras das longas patas dianteiras para alcançar os ramos altos das árvores e trazê-los para perto da boca, além de serem úteis para a defesa. A cabeça parecida com a de um cavalo mostra a adaptação em dietas de vegetação mole desde o momento em que o animal atingia a maturidade sexual. Nessa altura, livrava-se dos incisivos e dos caninos superiores, deixando ficar os molares, mais propícios àquele tipo de dieta. 
Calos no ísquio indicam que os animais se sentavam para ruminar durante longos períodos de tempo. O crescimento de ossos que dariam suporte a "almofadas" na parte dorsal das falanges é interpretado como uma evidência de que tais animais se apoiavam sobre as juntas para se movimentar, assim como os gorilas atuais. Acredita-se que tal forma de movimentação era útil para evitar o desgaste das garras.
Todas essas características apontam para uma convergência evolutiva com: preguiças, símios, ursos (sobretudo o panda-gigante) com um grupo de dinossauros terópodes conhecidos como therizinosauros.

## Classificação

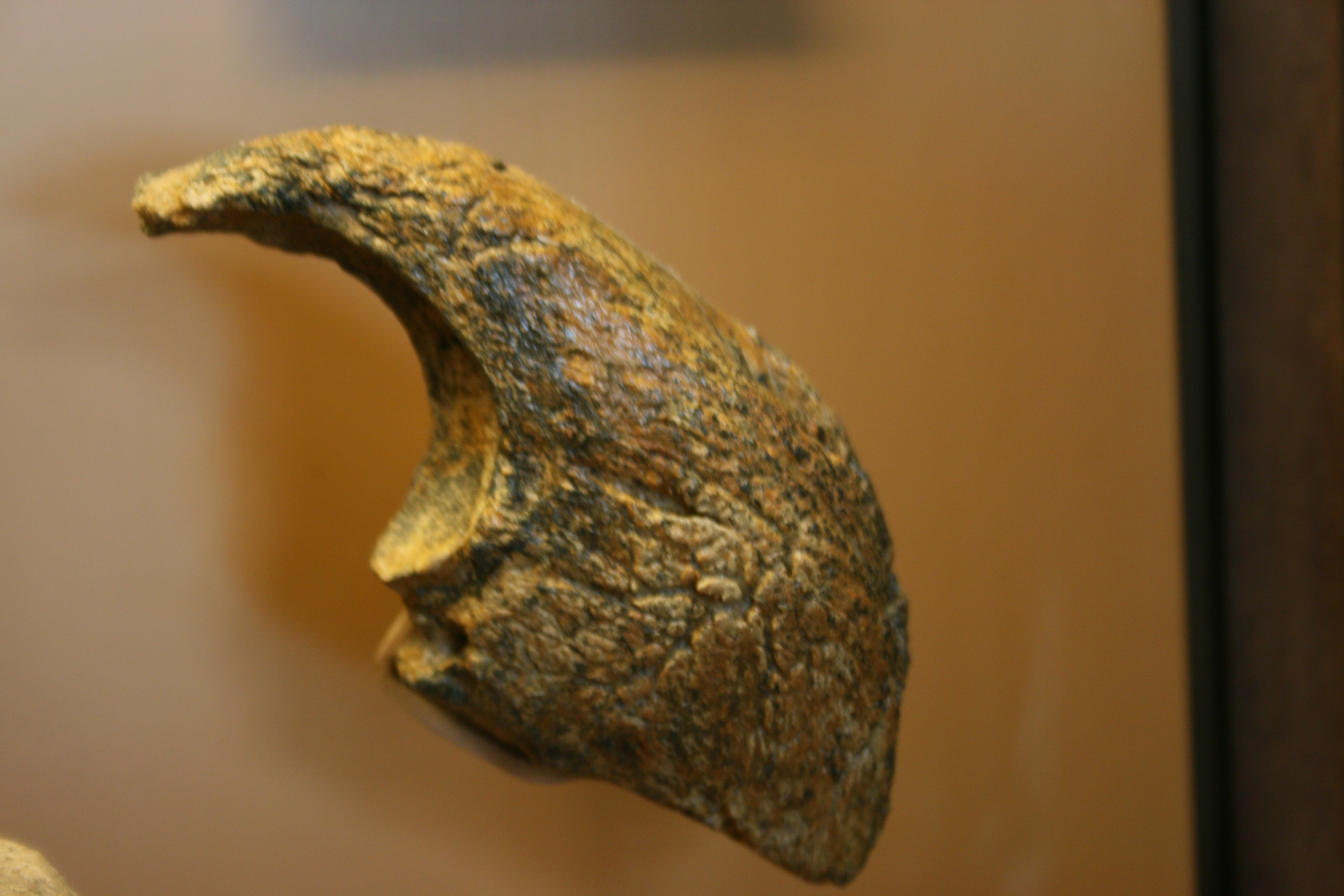
Garra de Calicotherium.

### História Taxonómica
Quando a espécie Chalicotherium goldfussi foi encontrada na Alemanha, em 1833, J. J. Kaup descreveu o animal como tendo dentes semelhantes a seixos. Daí provém o nome do gênero.

### Espécies validadas
- Chalicotherium goldfussi J. J. Kaup, 1833.

Mandíbula de Calicotherium goldfussi.

É a especie-tipo do gênero. Detinha a massa corpórea de aproximadamente 1500 kg e media 2,6 metros de altura até os ombros. Foi descoberta na Alemanha.
- Chalicotherium brevirostris

Descrita primeiramente como Macrotherium brevirostris por Colbert em 1934, esta espécie foi descoberta na Formação do Mioceno Superior Tung Gur, na Mongólia.
- Chalicotherium salinum

Descrito a priori como Macrotherium salinum por Forster Cooper, esta espécie foi descoberta na Índia.